# TnT (zespół muzyczny)
Technoboy n' Tuneboy (TnT) – projekt hardstyle tworzony przez dwóch włoskich DJ-ów: Cristiano Giusberti (Technoboy) i Antonio Don (Tuneboy).
Pierwszy singel pod tytułem „First Match” nagrali w 2002 roku. W 2010 roku wystąpili na Qlimax 2010.
26 maja roku 2011 wydali swój pierwszy album.

## Dyskografia

### Single
- First Match - 2002
- Ti Ta TNT - 2003
- Freakuency - 2004
- DJ Without A Brain - 2005
- Second Match - 2006
- Double Dutch Darkies - 2008
- Tritolo - 2010
- Yeah! - 2011
- Pulsation - 2011

### The Album
- Scared - 2011
- Dial T For TNT - 2011
- TN...Who? - 2011
- Punk Fanatic - 2011
- Naked - 2011
- Countdown - 2011
- Double Dutch Darkies 2-013 - 2011
- Second Match (Amazed Mix) - 2011
- The Eight Note - 2011
- Utta Wanka - 2011
- Good Times - 2011
- First Match 2011 - 2011

### Inne
- TNT vs Kutski - Suckcess - 2011